# Pindoba
Pindoba é um município brasileiro do estado de Alagoas. Sua população, estimada pelo Instituto Brasileiro de Geografia e Estatística (IBGE), era de 2 905 habitantes em 2020, sendo assim o Município com menor população de Alagoas.

## História
De uma promessa feita pelo fazendeiro Antônio Dias nasceu a cidade de Pindoba. Bastante enfermo, ele prometeu construir uma capela em agradecimento a São Sebastião, caso se curasse.Depois de Curado, Antônio Dias mandou levantar imediatamente a capela na fazenda. A missa passou a ser freqüentada pelos habitantes de toda a região.
Por causa desse movimento religioso, muitos agricultores se transferiram para o local. A fertilidade das terras também contribuiu para atrair outros moradores, que passaram a trabalhar no desenvolvimento, não somente da agricultura, mas também na pecuária. Em pouco tempo muitas casas foram surgindo.
O nome primitivo do lugar foi Pindoba Grande, passando mais tarde a ser chamada Vila Pindoba Grande, nome originário de um tipo de palmeira hoje, inexistente.
Somente com a melhoria das estradas da região é que o povoado conseguiu se desenvolver.
A emancipação política aconteceu em 1957, através da Lei 2.070. O município foi instalado oficialmente em 1959, desmembrado de Viçosa. A mesma lei mudou o nome do município para Pindoba. Quatro nomes foram importantes no movimento de emancipação política de Pindoba: Abraão Fidélis de Moura, Lourival Freire da Costa ,Antenor Claudino da Costa e José Ernani Accyoli Costa Jr.
Cidade pequena, de clima ameno, Pindoba concentra suas comemorações no aniversário da emancipação política (1957) e nos louvores ao Padroeiro São Sebastião